# Jean Mitry
Jean Mitry (Soissons, Aisne, França - 7 de novembro de 1907 – La Garenne-Colombes, 18 de janeiro de 1988) foi um teórico do cinema, crítico e cineasta francês, co-fundador da primeira sociedade de cinema francesa e, posteriormente, da Cinemateca Francesa em 1938.

## Histórico
Em 1935 fundou, com Henri Langlois e Georges Franju, o Cinema Circle, que rapidamente se tornou a Cinemateca Francesa. Estava ansioso para preservar a memória do cinema - cópias, mas também a documentação - que previa a criação de um índice universal do filme, o que proporcionaria a filmografia completa de cada cineasta, período a período. Mitry construiu ao longo de sua vida mais de cem mil registros relativos a quase dois mil diretores e abrangendo quase um século de cinema (1895-1980).
Mitry é considerado um dos mais importantes teóricos do cinema desde a publicação de seus monumentais dois volumes The Aesthetics and Psychology of the Cinema (A Estética e Psicologia do Cinema) e Semiotics and the Analysis of Film (Semiótica e a Análise do Filme), em 1963 e 1965. Sua influência, entretanto, foi muito maior na Europa continental do que em estudos de cinema anglo-americano. No entanto, a tradução muito atrasada ao idioma Inglês do trabalho teórico seminal de Mitry preencheu o vazio no corpo da teoria do cinema francêsa disponível em Inglês e restaurou o lugar deste teórico proeminente dentro da teoria do cinema clássico. The Aesthetics and Psychology of the Cinema é um dos raros casos em que um livro tinha sido estudado e criticado em língua inglesa antes de se tornar disponível na tradução.
Este livro foi, provavelmente, a primeira reflexão teórica sobre cinema a partir de uma perspectiva acadêmica. Até a década de 1960 a teoria tinha sido dominada por cineastas, críticos de cinema e arte, críticos literários raramente filiados à academia. Mitry trouxe à teoria do cinema um rigor acadêmico e uma aura de estudo objetivo, ou pelo menos a necessidade percebida para refletir sobre questões de vários pontos de vista. Estas qualidades garantiram-lhe um lugar único na história do pensamento do filme.
O primeiro palestrante sobre estética do filme, na França, Mitry foi um dos primeiros intelectuais responsáveis, nas palavras de Dudley Andrew, por "levar estudos de cinema fora da era do clube de cinema e para dentro da universidade".. Mitry foi um dos poucos grandes teóricos do cinema que realmente trabalharam com a produção de filmes. Ele foi editor do curta-metragem de Alexandre Astruc Le Rideau Cramoisi (1953) e diretor de dois filmes de sua autoria, Pacific 231 (1949), feito para a música de Arthur Honegger, e Images pour Debussy (1952), feito para a música de Claude Debussy.

## Historiador e Cineasta

### Mitry, historiador do cinema
Coletados por 35 volumes, sua filmografia universal foi publicada pela IDHEC de 1963-1972 e pelo National Film Archive de 1979-1988. Enquanto isso, Mitry começou a trabalhar em uma história monumental do cinema, que abrange o cinema mundial desde seus primórdios até o alvorecer dos anos cinquenta; Iniciado em 1934, mas publicado em 1967, em cinco volumes, a sua história é o trabalho de um cinéfilo estudioso, onde o cinema não pode ser entendido apenas através de uma visão global, artística, mas também econômica e industrial.
Fundador da coleção "Classiques du cinéma", Mitry também dedica monografias à Chaplin (Charlot et la fabulation chaplinesque, 1957 puis Tout Chaplin : l’œuvre complète par le texte et l’image, Éditions Atlas, 1987), John Ford, René Clair, Thomas Ince, Serguei Eisenstein, e outras 12 monografias sobre cineastas.
Não se limitando a criticar ou comentar, nem biografar, emergiu a partir deste trabalho uma preocupação teórica e um desejo de esboçar uma "psicologia da arte". Contendo todos os problemas teóricos fundamentais - o cinema como linguagem, movimento psicológico de câmera e profundidade de campo, noções de tempo, espaço, realidade, as estruturas da imagem, etc. - desenvolvido por seus predecessores - incluindo Arnheim, Balazs, Cohen-Seat e Morin - Mitry fornece novas pistas, desenvolvendo um anti-tese excluindo todo pressuposto filosófico em favor da lógica científica. Porque "as condições de expressão do filme [estão] com base, obviamente, sobre a psicologia da percepção e os fenômenos da consciência"
Polemista até o fim de sua vida, Mitry realizou, mais de vinte anos depois, uma revisão crítica da Estética e, recusando-se a ser dominado por uma nova geração de teóricos que trabalham para modernizar o pensamento do filme, refere-se ao trabalho de Christian Metz - analista ainda reverente a Mitry - para demonstrar os limites da semiótica aplicada ao filme e proclamar "seu fracasso no sentido amplo".
Lecionou no Institut des hautes études cinématographiques (Idhec) e na Universidade de Montreal e Paris I, bem como na Ecole Supérieure de Journalisme de Paris.

### Mitry, o cineasta
Enquanto ainda era estudante e visitante frequente do Clube de Amigos da sétima arte, o jovem Mitry já era fascinado pela tradução visual da música. Experiências de cineastas como Walter Ruttman, Hans Richter e Germaine Dulac não pareciam conclusivas a ele. "Nunca tem correlação tonal ou rítmica entre imagens e música. Tem sido diferente, as imagens podem permanecer as mesmas, sem alterar absolutamente nada."
"O problema é combinar na mente do espectador, em favor de um desenvolvimento do ritmo, os choques emocionais de imagens e música, para garantir que eles são semelhantes ou complementares na sua produção simultânea (...) Certifique-se que já não sabem muito bem se entendemos as imagens ou se você vê a música"
Ele tinha pensado. desde 1932, em colocar imagens no poema sinfônico Pacific 231, de Arthur Honegge. Mas não o fez até 1949, quando leva o prêmio de melhor edição no Festival de Cannes. Em 1952, participou do Festival com a montagem do curta-metragem Le Rideau cramoisi, de Alexandre Astruc. Em 1959, ele fez sua única longa-metragem, Énigme aux Folies Bergère.

## Principais Obras

### Obras-primas escritas
- The Aesthetics and Psychology of the Cinema
- Semiotics and the Analysis of Film

### Filmografia
- 1927 Napoleon - (curta-metragem), ator (não creditado)/assistente de direção

- 1929 	Paris Cinéma - (curta-metragem), assistente de direção, em parceria com Pierre Chenal

- 1932 La nuit du carrefour, ator

- 1938 Trois dans un moulin - (curta-metragem), editor/dialogos

- 1949 	Pacific 231 - (curta-metragem), diretor/editor/roteirista

- 1950 	Le paquebot Liberté - (curta-metragem)

- 1951 	Au pays des Grands Causses - (curta-metragem)

- 1952 	Images pour Debussy - (curta-metragem), diretor

- 1952 	En bateau - (curta-metragem)

- 1953 Le rideau cramoisi - (curta-metragem), editor

- 1955 	Symphonie mécanique - (curta-metragem), diretor

- 1956 	La machine et l’homme - (curta-metragem)

- 1956 	Le miracle des ailes - (curta-metragem), em parceria com Georges Beuville

- 1958 	Chopin - (curta-metragem)

- 1959 	Énigme aux Folies Bergère (Noites no Folies Bergere) - (longa-metragem), diretor

- 1960 	Ecrire un film - (curta-metragem)

- 1961 Le quatrième sexe (Amigas Íntimas) - (longa-metragem), roteirista

- 1961 La grande foire - (curta-metragem), diretor/editor

- 1963 	Les héros de l’air - (curta-metragem), em parceria com Roger Laurent

## Ligações Externas
- Jean Mitry no IMDb